# Betty Oudkerk
Elisabeth (Betty) Goudsmit-Oudkerk (Amsterdam, 2 april 1924 – aldaar, 14 juni 2020) was een Nederlands verzetsstrijdster tijdens de Tweede Wereldoorlog. 

## Levensloop
Betty Oudkerk werd geboren in Amsterdam, als dochter van Leendert Oudkerk en Henriette Hamburger. Het vijf kinderen tellende gezin Oudkerk woonde boven de manufacturenwinkel van vader, aan de Van Woustraat. De moeder van Henriette Hamburger woonde bij hen in. Na de lagere school ging Oudkerk naar de Amsterdamsche Huishoudschool aan het Zandpad. Daar leerde ze Sieny Kattenburg kennen, met wie ze haar hele leven bevriend bleef.

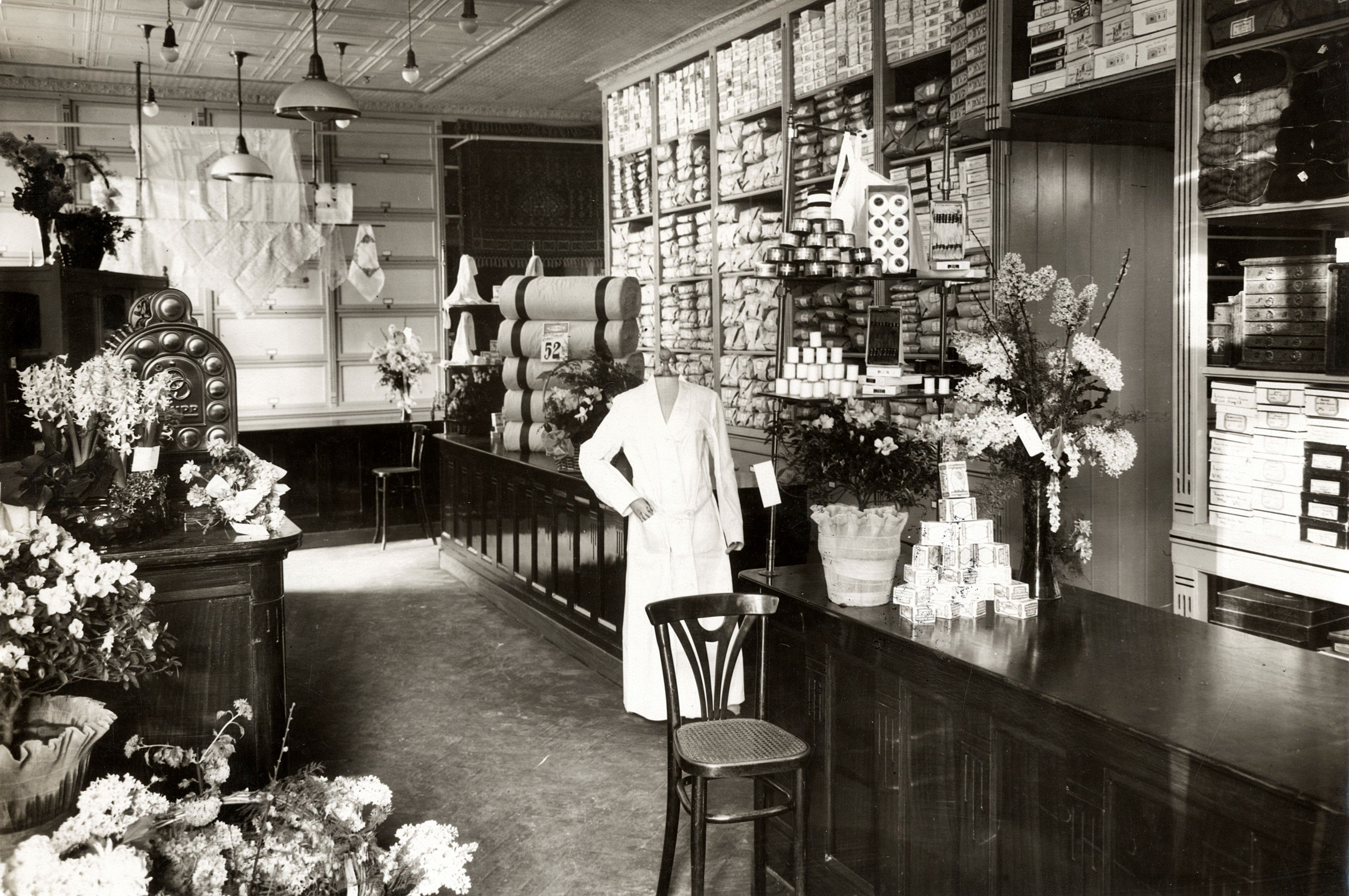
Interieur van de textielzaak van Leendert Oudkerk aan de Van Woustraat, 1924.
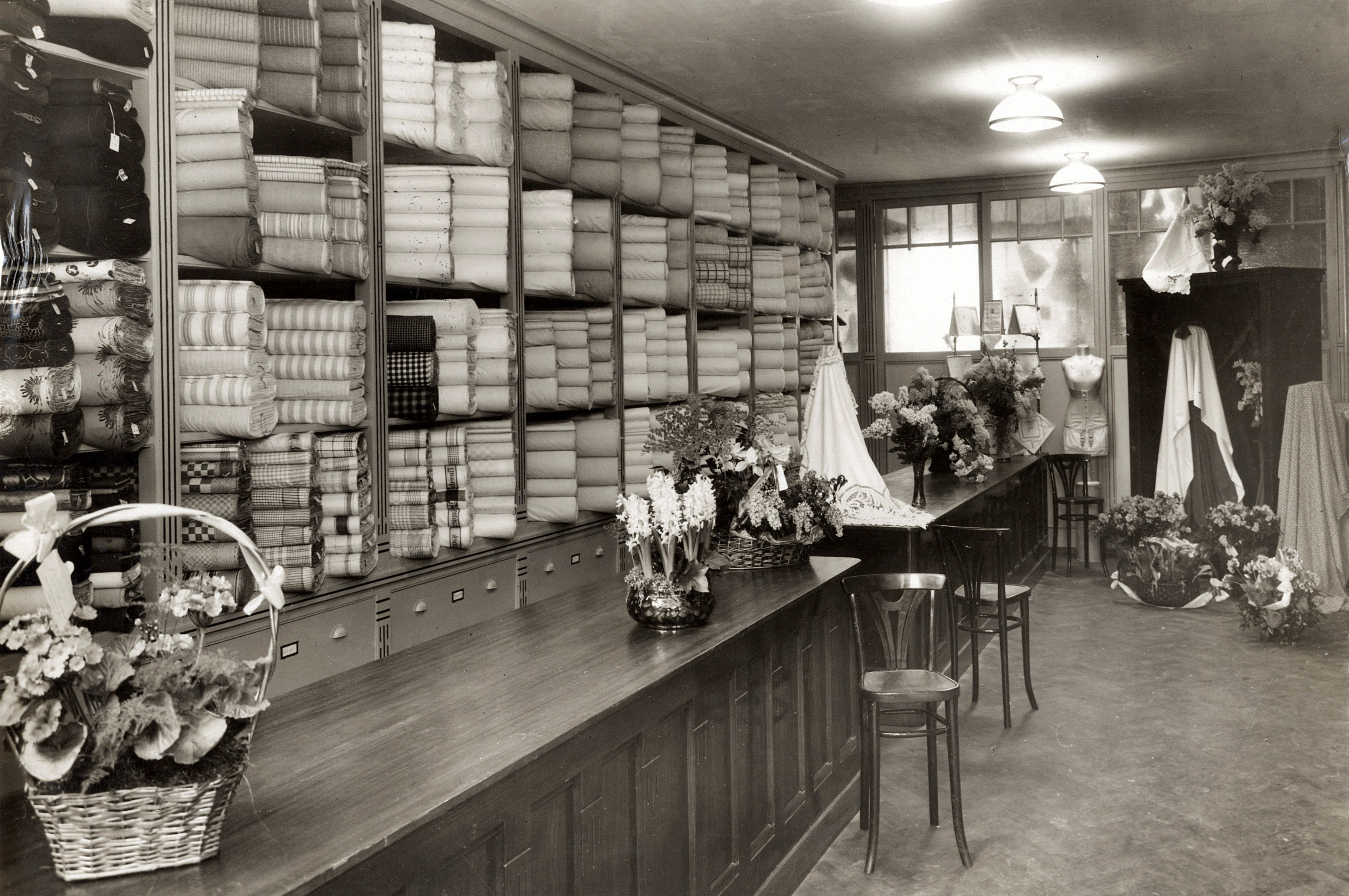
Interieur van de textielzaak van Leendert Oudkerk aan de Van Woustraat, 1924.

### Tweede Wereldoorlog
In december 1940 overleed vader Leendert Oudkerk aan een hersenbloeding. De manufacturenwinkel werd in 1941 in beslag genomen en onder beheer van een NSB'er gesteld. Vanaf de zomer van 1941 mochten joodse meisjes niet meer naar de huishoudschool; Oudkerk ging daarop aan het werk in de crèche van Henriëtte Pimentel aan de Plantage Middenlaan tegenover de Hollandsche Schouwburg.
Vanaf augustus 1942 tot in 1943 werd de Hollandsche Schouwburg door de Duitse bezetter gebruikt als verzamel- en deportatieplaats (Umschlagplatz Plantage Middenlaan), van waaruit joden op transport werden gesteld naar Westerbork en Vught en vandaar naar Duitse concentratiekampen. Aangezien de Duitsers niet gestoord wilden worden door het geluid van kinderen, werden de kinderen naar de crèche aan de overkant gebracht. Het personeel van de crèche kon 600 kinderen redden. Oudkerk was een van de kinderverzorgsters die als de tram voorbijkwam en er daardoor geen zicht was op de voordeur, met kinderen gingen wandelen. Ze liet dan kinderen achter bij de Portugese Synagoge, waar ze werden opgevangen door het studentenverzet.
Bij de laatste razzia in Amsterdam, in de nacht van 28 op 29 september 1943, werd ook de crèche leeggehaald. Oudkerk, die in het pand van de crèche woonde, wist zich te verstoppen op de zolder van de naastgelegen Hervormde Kweekschool en is daarna ondergedoken bij een boerenechtpaar in Limburg.
Haar moeder, grootmoeder en twee broers kwamen om in Duitse concentratiekampen.  

### Na de oorlog
Na de oorlog werkte Oudkerk bij de Berg-stichting, die onderdak bood aan Joodse kinderen. Ze trouwde met Bram Goudsmit en kreeg met hem vijf kinderen. Over haar oorlogservaringen praatte ze niet, totdat ze in 1996 eenmalig haar verhaal vertelde voor de USC Shoah Foundation (Spielberg-project). 
In 2016 liet ze, op aandringen van haar kinderen, haar verhaal optekenen in het boek Betty, een Joods kinderverzorgster in verzet. Het eerste exemplaar werd in 2016 overhandigd aan de toenmalige burgemeester van Amsterdam, Eberhard van der Laan.
In 2019 legde Betty Goudsmit-Oudkerk een krans tijdens de Nationale Dodenherdenking op de Dam. 
Goudsmit-Oudkerk overleed op 14 juni 2020 op 96-jarige leeftijd.